# CCFDN-Syndrom
Das CCFDN-Syndrom, Akronym für Congenitale Catarakt, Faciale Dysmorphie und Neuropathie, ist eine sehr seltene angeborene Erkrankung mit den namensbildenden Hauptmerkmalen.
Synonym: Kongenitale Katarakt-Gesichtsdysmorphie-Neuropathie-Syndrom
Die Erstbeschreibung stammt aus dem Jahre 1998 durch W. Müller-Felber, D. Zafiriou und Mitarbeiter, die Abgrenzung als eigenes Syndrom von Ivailo Tournev, Luba Kalaydjieva und Mitarbeiter aus dem Jahre 1999.

## Verbreitung
Die Häufigkeit ist nicht bekannt, die Vererbung erfolgt autosomal-rezessiv. Die Erkrankung wurde bislang bei mehr als 100 Roma festgestellt.

## Ursache
Der Erkrankung liegen Mutationen im CTDP1-Gen auf Chromosom 18 Genort q23 zugrunde, welches für eine Protein-Phosphatase kodiert.

## Klinische Erscheinungen
Klinische Kriterien sind:
- angeborene Katarakt, Mikrokornea
- Gesichtsdysmorphie
- Neuropathie mit ersten Zeichen während der Kindheit, über Jahrzehnte zunehmend bis zur beträchtlichen Beeinträchtigung
- Wachstumsverzögerung

Hinzu können Entwicklungsretardierung, Skelettauffälligkeiten und Hypogonadismus kommen. Als schwere Komplikation kann eine parainfektiöse Rhabdomyolyse auftreten.

## Diagnose
Die Diagnose ergibt sich aus der Kombination klinischer Befunde, mittels humangenetischer Untersuchung kann die Diagnose gesichert werden.

## Differentialdiagnostik
Abzugrenzen ist hauptsächlich das Marinesco-Sjögren-Syndrom, aber auch die Galaktosämie Typ 2 und die Spastische Paraplegie Typ 46.

## Klinische Bedeutung
Es besteht ein erhöhtes Narkoserisiko.